# 李保佑
布迪·迪波尤沃诺（1921年2月16日—1980年8月19日），原名李保佑（Lie Po Joe），一译李保友。印度尼西亚华裔政治人物。

## 生平
布迪·迪波尤沃诺于1921年2月16日出生在印度尼西亚普沃雷佐。在印度尼西亚独立革命时期帮助革命政府在东爪哇外南夢縣为下层阶级发放食品。他通过继续参与民族运动的讨论和组织来展示他的民族主义态度。因此，他被称为爱国的华人活动家。1956年至1959年间，他是代表华人团体的人民代表会议议员。 1959年至1960年以及1971年至1976年代表印度尼西亚民族党当选为人民代表会议议员。